# Karin König
Katharina „Karin“ König, geb. Straub (* 6. August 1946 in Nörvenich), ist eine deutsche Sozialwissenschaftlerin und Autorin.

## Leben
König wuchs in Düren (Nordrhein-Westfalen) auf. 1957 zog sie mit ihren Eltern nach Hamburg. Sie schloss dort die Schule mit der Mittleren Reife ab. Zunächst absolvierte sie 1963/64 ein Musisches Jahr an der Gymnastikschule von Hinrich und Senta Medau in Coburg. Nach ihrer Ausbildung als Krankengymnastin von 1964 bis 1967 am Universitätsklinikum Hamburg-Eppendorf arbeitete sie in diesem Beruf in Wildbad, München, Frankfurt und Ahrensburg. Nach ihrer Heirat mit dem Übersetzer Traugott König (1934–1991) zog sie 1971 nach Frankfurt am Main. Dort begann sie 1974 an der Fachhochschule ein Studium der Sozialarbeit. Von 1976 bis 1979 arbeitete sie am Internationalen Familienzentrum. 1981 schloss sie an der Johann Wolfgang Goethe-Universität in Frankfurt das Studium der Diplompädagogik ab. Es folgte eine berufliche Tätigkeit als Autorin für verschiedene Verlage und Rundfunkanstalten. 1988 promovierte sie mit einer Dissertation über die Kulturkonflikte türkischer Frauen und Mädchen in der Bundesrepublik. Es folgten Lehrtätigkeiten an den Fachhochschulen Hamburg und Lüneburg sowie an der Universität Frankfurt. 1988 Umzug nach Hamburg. Von 1989 bis 1995 Weiterbildungsreferentin an der Hamburger Schulbehörde. Anschließend Mitarbeit im Rahmen der von Wolfgang Kraushaar am Hamburger Institut für Sozialforschung geleiteten Projekte über Protestbewegungen in der Bundesrepublik Deutschland und der DDR sowie der 68er-Bewegung und den linken Terrorismus. Von 2015 bis 2018 Fortsetzung dieser Arbeit an der Hamburger Stiftung für Wissenschaft und Kultur.
König ist seit 2003 in zweiter Ehe mit dem Politologen Wolfgang Kraushaar verheiratet. Sie lebt in Hamburg.

## Auszeichnungen
1982: Hans-im-Glück-Preis

## Veröffentlichungen
- (zusammen mit Hanne Straube und Kamil Taylan): Merhaba…Guten Tag. Ein Bericht über eine türkische Familie, Lamuv Verlag, Bornheim 1981, ISBN 3-921521-36-X.
- (zusammen mit Hanne Straube und fotografiert von Hans-Georg Roth): Zuhause bin ich „die aus Deutschland“. Ausländerinnen erzählen, Otto Maier Verlag, Ravensburg 1982, ISBN 3-473-35225-X.
- (zusammen mit Hanne Straube): „Ihr nennt uns Kanaken“. Junge Arbeiter/-innen in ihrer 2. Heimat, Network Medien Cooperative, Frankfurt 1983, ISBN 3-88641-030-7.
- (zusammen mit Hanne Straube): Kalte Heimat. Junge Ausländer in der Bundesrepublik, Rowohlt Verlag, Reinbek 1984, ISBN 3-499-15189-8.
- (zusammen mit Hanne Straube und Kamil Taylan): Oya. Fremde Heimat Türkei, Deutscher Taschenbuch Verlag (dtv), München 1988: ISBN 3-423-07887-1.
- Tschador, Ehre und Kulturkonflikt. Veränderungsprozesse türkischer Frauen und Mädchen durch die Emigration und ihre soziokulturellen Folgen, Verlag für Interkulturelle Kommunikation, Frankfurt 1989, ISBN 3-88939-208-3.
- (zusammen mit Beate von Devivere) Zum Beispiel Frauenprojekte, Lamuv Verlag, Göttingen 1989, ISBN 3-88977-201-3.
- Ich fühl mich so fifty-fifty, Deutscher Taschenbuchverlag (dtv), München 1991, ISBN 3-423-78020-7.
- Zuflucht bei den Türken. Die wissenschaftliche deutschsprachige Emigration in die Türkei von 1935 bis 1945, Mittelweg 36, Zeitschrift des Hamburger Instituts für Sozialforschung, Hamburg Oktober/November 1997, S. 69–79.
- Papierne Küsse. Eine tragische Ost-West-Beziehung Jena-West-Berlin (1962–1965), Format Publishing, Jena 2011, ISBN 978-3-9814352-0-7.
- Zwei Ikonen des bewaffneten Kampfes. Leben und Tod Georg von Rauchs und Thomas Weisbeckers, in Wolfgang Kraushaar (Hg.), Die RAF und der linke Terrorismus. Band I/II. Hamburger Edition, Hamburg 2006, S. 430–471, ISBN 3-936096-65-1.
- Die Freiheit ist mir lieber als mein Leben. Hermann Flade – Eine Biographie, Lukas Verlag für Kunst- und Geistesgeschichte, Berlin 2020, ISBN 978-3-86732-325-3.

| Personendaten    | Personendaten                                                    |
| ---------------- | ---------------------------------------------------------------- |
| NAME             | König, Karin                                                     |
| ALTERNATIVNAMEN  | König, Katharina; Straub, Katharina (Geburtsname); Straub, Karin |
| KURZBESCHREIBUNG | deutsche Sozialwissenschaftlerin                                 |
| GEBURTSDATUM     | 6. August 1946                                                   |
| GEBURTSORT       | Nörvenich                                                        |